# Kuni Asaakira
Kuni Asaakira (久邇宮 朝融王, Tóquio, 2 de fevereiro de 1901 – Tóquio, 7 de dezembro de 1959) foi o terceiro chefe do Kuni-no-miya, um ramo colateral da família imperial japonesa e vice-almirante na Marinha Imperial Japonesa durante a Segunda Guerra Mundial. Ele era o irmão mais velho de Imperatriz Kōjun, a consorte do Imperador Shōwa (Hirohito), e, portanto, um tio materno do imperadorAkihito.

## Início da vida
Príncipe Kuni Asaakira nasceu em Tóquio, o filho mais velho do Príncipe Kuni Kuniyoshi e sua esposa, Princesa Chikako Shimazu, a sétima filha de Duque Shimazu Tadayoshi, o último daimyō de Satsuma Domínio. Em 1921, ele serviu para o termo habitual na Câmara dos Pares. Após a morte de seu pai em 29 de janeiro de 1929, ele sucedeu como chefe da casa Kuni-no-miya.

## Carreira militar
Príncipe Kuni formou-se na classe 49 do Academia Naval Imperial do Japão em 1921. Ele serviu como um aspirante na Izumo e encouraçado Kirishima. Depois de seu comissionamento como alferes, ele foi designado para o navio de guerra Yamashiro, seguido por navios de guerra Ise e Nagato. Após sua graduação da Faculdade de pessoal Naval em 1925, ele foi designado para o navio de guerra Mutsu, seguido pelo navio de guerra Haruna. Ele subiu para o posto de tenente em 1928. Em 1931, o príncipe Kuni tornou-se o chefe de artilharia a bordo do cruzador Kiso.
Em agosto de 1934, ele se transferiu para o cruzador Yakumo na mesma capacidade. Dois anos mais tarde, ele subiu para o posto de tenente em 1936 e foi designado para a equipe Imperial Japonês Marinha Geral Office. Ele foi transferido para o navio de guerra Nagato em 1937, no início da Segunda Guerra Sino-Japonesa. Ele foi promovido a capitão em 1938. Seu primeiro comando foi o de Yakumo partir de 9 de julho de 1940. Ele foi posteriormente transferido para a aviação naval, comandando grupos aéreos em Kisarazu (01 de novembro de 1940) e Takao (20 de março 1942), durante a Segunda Guerra Mundial. Príncipe Kuni foi promovido a almirante em 1 de Novembro de 1942, e foi dado pessoal da Southwest Area Fleet (5 Outubro 1942) a ocupação japonesa de Timor na Guerra do Pacífico. Ele foi promovido ao posto de vice-almirante em 1 de maio de 1945, e permaneceu em serviço ativo com Imperial Japonês Marinha Aviation Bureau na frente sul até o final da guerra.

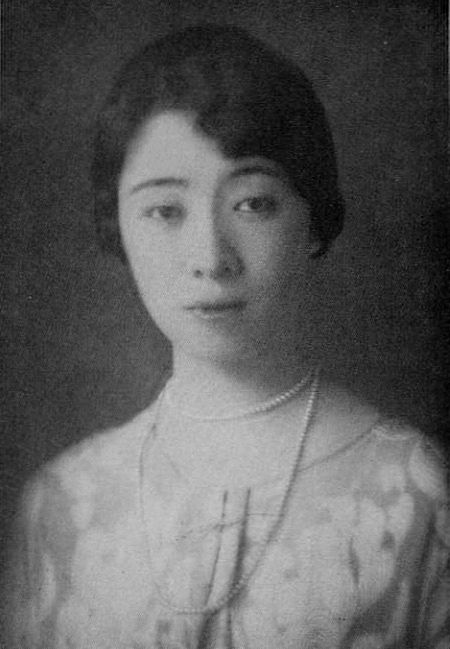
Princesa Kuni Tomoko, consorte

## Casamento e Família
Em 25 de Julho de 1925, o príncipe Kuni Asaakira casou com sua prima, a princesa Tomoko (18 de maio de 1907 - 30 de junho de 1947), a terceira filha do príncipe Fushimi Hiroyasu. O Príncipe e a Princesa Kuni Asaakira teve oito filhos: cinco filhas e três filhos:
1. Princesa Kuni Masako ( 正子女王? , B. 08 de dezembro de 1926)
2. Princesa Kuni Asako ( 朝子女王? , 23 de outubro de 1927 - 21 de agosto de 1964)
3. Príncipe Kuni Kuniaki ( 久邇邦昭? , B. 25 de março de 1929)
4. Princesa Kuni Michiko ( 通子女王? , B. 14 de setembro de 1933)
5. Princesa Kuni Hideko ( 英子女王? , B. 21 de julho de 1937)
6. Príncipe Kuni Asatake ( 久邇朝建? , B. 11 de maio de 1940)
7. Princesa Kuni Noriko ( 典子女王? , B. 18 de setembro de 1941)
8. Príncipe Kuni Asahiro ( 久邇朝宏? , B. 07 de outubro de 1944)

## Como um plebeu
Em 14 de outubro de 1947, o príncipe Kuni Asaakira e seus filhos perderam o seu estatuto imperial e tornou-se cidadão comum, como parte da ocupação americana abolição dos ramos colaterais da família imperial japonesa. Como um ex-oficial da Marinha, ele também foi purgada de ocupar qualquer cargo público. Na esperança de capitalizar sobre seus laços estreitos com o trono (sua irmã era a imperatriz), o ex-príncipe Kuni Asaakira iniciou uma linha de perfumes de luxo que transporta o imperial crisântemo logotipo. No entanto, uma vez que poucos japoneses tinham dinheiro para comprar artigos de luxo durante a ocupação americano, o Perfume da Empresa Kuni rapidamente faliu. Mais tarde, ele se tornou presidente da Associação Cão Japão Shepherd, e um ávido orquídea produtor, e ocupou cargos na Associação de Santuários Xintoísmo, a corporação religiosa que sucedeu o governo no controle da xintoístas santuários. [2]
O ex-príncipe morreu de um ataque cardíaco aos 57 anos, e seu filho mais velho Kuni Kuniaki (nascido em 25 de março de 1929) o sucedeu como chefe titular da antiga família Kuni-no-miya.

### Livros
- Associação Negócios Estrangeiros do Japão, The Japan Year Book, 1939-1940 (Tokyo: Kenkyusha Press, 1939).
- Associação dos Negócios Estrangeiros do Japão, O Livro Japão no ano de 1945 (Tóquio: Kenkyusha Press, 1946).
- Lebra, Sugiyama Takie. Acima das nuvens: Cultura Estatuto da nobreza japonesa moderna . University of California Press (1995).ISBN 0-520-07602-8
- Rekishi Dokuhon Vol. 33, Documento da guerra No. 48 Visão geral da Marinha Imperial Japonesa Admirals , Shin-Jinbutsuoraisha Co., Ltd., Tóquio, Japão, 1999, ISBN 4-404-02733-8.